# ハーリド・ビン・アブドゥルアズィーズ
ハーリド・ビン・アブドゥルアズィーズ・アール・サウード（アラビア語: خالد بن عبد العزيز آل سعود, ラテン文字転写: Khalid bin Abdulaziz Al Saud、1913年2月13日 – 1982年6月13日）は、第4代サウジアラビア国王。ワッハーブ派イマームとしてはハーリド2世と呼ばれる。 

## 生涯
1965年、兄ムハンマドの立太子辞退のため、先代国王ファイサルの後継者に立てられた。王太子兼第一副首相時代には国際連合などで兄王ファイサルの代理を消極的ながら行い、後継者に選ばれた理由は政治への関心が低いために策略を巡らすことはないからだったとされる。

### 即位後
1975年にファイサルが暗殺されると即位した。即位後は弟ファハド王太子兼第一副首相に実効権限を与える形での統治となったが、ハーリドは教育、医療、インフラストラクチャーには明確な興味を示してサウジアラビアは経済発展することとなった。また、国家発展のために外国人労働者の移入を決定している。
1975年4月の合意により、ブライミー・オアシスをめぐるアブダビ首長国（アラブ首長国連邦）およびオマーンとの領土問題を解決した。三か国間の長年の懸案を解決した。
同年、閣僚評議会改造にともないファハド王太子を副首相に指名した（首相は国王が務めた）。ハーリドは激務のため1976年には健康を損ない、アメリカ合衆国のクリーブランドで開胸手術を受けている。同時期に合衆国のカーター大統領に共産主義陣営の脅威に対抗するためとして、新鋭の戦闘機の売却を要請した。F-15戦闘機60機が1982年から導入されている。サウジアラビアについて伝統主義はもはや有力な勢力ではないとの見解もあったが、1979年11月20日、マッカの大モスクを少なくとも500人におよぶ反体制派が占拠した事件（マッカ・モスク占拠事件）はこのような見解が誤りであることを示した。1981年には湾岸協力会議（GCC）を結成した。同年、キング・ファイサル国際賞イスラーム奉仕部門受賞。
サウード家には心臓発作で亡くなる者が多く、旅行中の発作に備え手術室を設置したボーイング747を購入していたが、1982年6月13日、やはりハーリドも心臓発作で崩御し、ファハドが後を継いだ。

## 逸話
ハーリドを記念したものとして、その名を冠したリヤドの国際空港キング・ハーリド国際空港および軍事都市ハーリド国王軍事都市などがある。